# Primo grande risveglio
Il grande risveglio o primo grande risveglio (Great Awakening ) fu un movimento evangelico di rinnovamento che coinvolse le chiese protestanti in Europa e nell'America britannica, in particolare nelle colonie americane, tra gli anni 1730 e 1740, che lasciò un'impronta permanente sul cristianesimo protestante americano. Fu il risultato di possenti predicazioni che suscitarono negli ascoltatori un senso di profondo riconoscimento personale del loro bisogno di salvezza da parte di Gesù Cristo. Il grande risveglio si staccò dai rituali, dalle cerimonie, dal sacramentalismo e dalle gerarchie ecclesiastiche, facendo del cristianesimo un fatto intensamente personale per l'uomo medio, favorendo un profondo senso di convinzione spirituale e di redenzione, incoraggiando l'introspezione e l'impegno per un nuovo standard di moralità personale.
Il movimento ebbe un forte impatto sociale nel New England, sfidando le autorità costituite e suscitando ostilità e divisioni tra i protestanti tradizionalisti, arroccati sull'importanza del rituale e della continuità della dottrina, e i revivalisti che incoraggiavano il coinvolgimento emotivo. Esso ebbe un impatto nel ridisegnare la chiesa congregazionale, la chiesa presbiteriana, la Chiesa riformata olandese e la chiesa riformata evangelica, e rafforzò le piccole chiese battista e metodista anglicana. Esso ebbe scarso impatto sulla maggior parte degli anglicani, luterani, quaccheri e non-protestanti. In tutte le colonie, soprattutto nel sud, il movimento revivalista aumentò il numero di  schiavi africani e neri liberi che si convertirono al cristianesimo.
Il secondo grande risveglio iniziò intorno al 1800 e raggiunse i non praticanti, mentre il primo era focalizzato su persone che erano già membri della chiesa. I cristiani americani del XVIII secolo posero l'accento sulla "effusione dello Spirito Santo" e sugli imperativi evangelici della riforma protestante. Gli incontri di risveglio assunsero come proprie queste caratteristiche e diffusero il nuovo evangelicalismo nella nuova repubblica. I predicatori evangelici "cercarono di portare ogni persona alla conversione, indipendentemente dal sesso, dalla razza e dallo stato sociale".

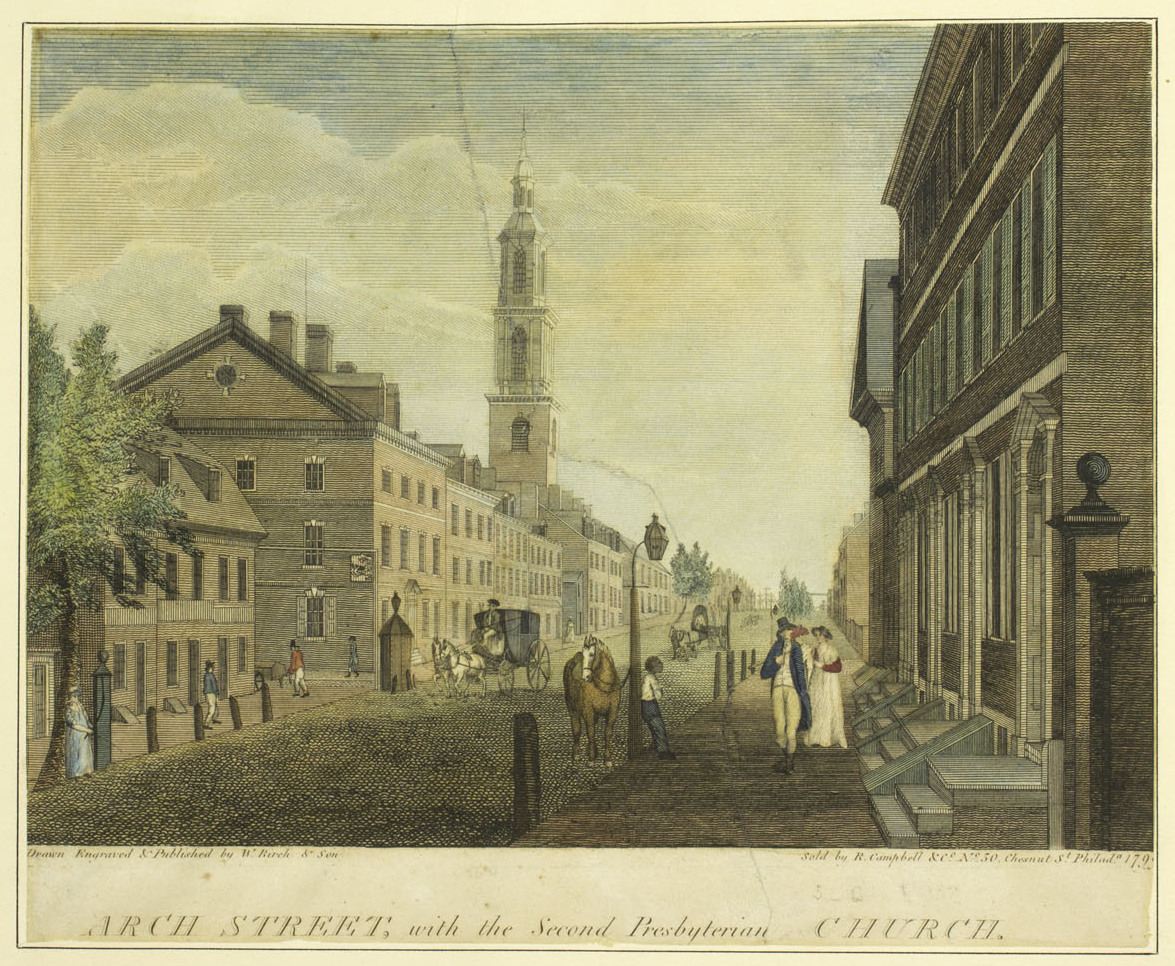
La seconda chiesa presbiteriana di Filadelfia, espressione del Great Awakening, sorta tra il 1750 e il 1753 ad opera degli esponenti della Nuova Luce in opposizione a quelli della Vecchia Luce.

## Dimensione internazionale
La rinascita evangelica ebbe carattere internazionale, colpendo i paesi a maggioranza protestante in Europa. La risposta emotiva dei fedeli segnò l'inizio del risveglio inglese a Bristol e a Londra nel 1737, e a  Kingswood i colliers (minatori) uscivano dalle predicazioni di George Whitefield con strisce bianche che rigavano le loro guance, causate dalle lacrime, nel 1739. Lo storico Sydney E. Ahlstrom vide ciò come parte del "grande sconvolgimento protestante internazionale" che diede vita al pietismo in Germania e alla rinascita evangelica e metodista in Inghilterra.  Il revivalismo fu una componente critica del grande risveglio, ed iniziò negli anni 1620 in Scozia tra i presbiteriani, dando vita a predicatori itineranti.

## Colonie americane
L'idea di un "grande risveglio" fu contestata da Butler (1982) come vaga ed esagerata, ma è chiaro che il periodo evidenziò maggiore attività religiosa, soprattutto nel New England. Il primo grande risveglio portò gli americani a cambiamenti nella comprensione di Dio, di se stessi, del mondo che li circondava e della religione stessa. Nelle colonie di mezzo e in quelle del sud, in particolare nelle regioni "nere", il risveglio fu influente tra i  presbiteriani. Nelle colonie del sud e nelle basse terre, i predicatori battisti del nord e i metodisti convertirono persone, sia tra i bianchi che tra i neri, sia ridotti in schiavitù che liberi. I caucasici cominciarono ad accogliere individui di pelle scura nelle loro chiese, prendendo sul serio le loro esperienze religiose, ammettendoli anche in ruoli attivi nelle congregazioni, come diaconi e persino predicatori, anche se questi ultimi erano una rarità.
Il messaggio di uguaglianza spirituale fece breccia in molti schiavi e, in seguito alla sempre più diffusa diminuzione delle tradizioni religiose africane in Nord America, i neri accettarono il cristianesimo, in gran numero, per la prima volta. I capi evangelisti nelle colonie del sud avevano a che fare con la questione della schiavitù molto più frequentemente rispetto a quelli del Nord e molti di essi proclamarono che gli schiavisti dovevano educare i loro schiavi in modo che potessero diventare alfabetizzati ed essere in grado di leggere e studiare la Bibbia. Di conseguenza, molti africani vennero dotati di un qualche tipo di istruzione. Gli africani speravano che la loro uguaglianza spirituale, di nuova acquisizione, si sarebbe tradotta in uguaglianze terrene. Appena le persone di colore iniziarono a occuperare una parte sostanziale nelle congregazioni, ebbero la possibilità di dimenticare momentaneamente la loro schiavitù e godere di un leggero senso di libertà. Prima della guerra d'indipendenza, vennero fondate nel sud le prime chiese nere battiste, in Virginia, Sud Carolina e  Georgia; due chiese battiste nere vennero fondate a Petersburg.

## Alcuni capi importanti

### Jonathan Edwards
Il risveglio iniziò con  Jonathan Edwards a Northhamton in Massachusetts. Edwards discendeva da radici puritane e calviniste, ma sottolineò l'importanza e la potenza dell'esperienza immediata, personale e religiosa. Insegnò che l'esperienza religiosa doveva essere immediata. Egli diffidava delle gerarchie e dei catechismi. Secondo lui la ricerca scientifica era inutile ed insegnava che solo l'esperienza personale poteva essere valida. I suoi sermoni erano "solenni, con un'enunciazione distinta e attenta e una cadenza lenta." I suoi sermoni erano potenti e attiravano un grande seguito. Il predicatore anglicano George Whitefield giunse dall'Inghilterra e diede seguito al movimento, viaggiando per tutte le colonie, con una predicazione di stile più drammatico ed emozionale, accettando chiunque tra il suo pubblico. Sia Edwards che Whitefield erano proprietari di schiavi e credevano che i neri avrebbero acquisito assoluta parità con i bianchi nella chiesa millenaria.
Winiarski (2005) ha esaminato le prediche di Edwards del 1741 e il suo famoso sermone "Sinners in the Hands of an Angry God."  A questo punto, Edwards tollerò il "rumore" del grande risveglio, ma il suo approccio al revivalismo divenne più moderato e critico negli anni immediatamente successivi.

### George Whitefield
L'arrivo del giovane predicatore anglicano George Whitefield scatenò il grande risveglio. La sua reputazione infervorava gli animi ancor prima delle sue udienze. Egli viaggiò attraverso le colonie nel 1739 e 1740. Attirò ovunque grandi ed emozionali incontri di pubblico, suscitando innumerevoli conversioni, nonché notevoli controversie. Egli dichiarò il mondo intero la sua "parrocchia". Dio è misericordioso, fu il suo proclama. Gli uomini e le donne non erano predestinati alla dannazione, ma potevano essere salvati pentendosi dei loro peccati. Whitefield parlò soprattutto del concetto di "rinascita" spirituale, spiegando che gli uomini e le donne potevano sperimentare un risveglio spirituale, nella vita, che avrebbe concesso loro l'ingresso nella "Terra promessa". Fece appello alle passioni dei suoi ascoltatori, descrivendo potentemente la gioia infinita della salvezza e gli orrori della dannazione.
I critici condannarono il suo "entusiasmo", la sua censura e la sua predicazione estemporanea ed itinerante. Le sue tecniche vennero copiate da numerosi imitatori, sia laici che clericali. Si diffusero i predicatori itineranti, predicando il grande risveglio dal New England alla Georgia, tra ricchi e poveri, istruiti e analfabeti, nelle zone interne e nelle città costiere. 
I sermoni di Whitefield ribadivano un messaggio egualitario, che consisteva comunque in un'eguaglianza solo spirituale, non sociale, per gli africani delle colonie che per lo più rimasero schiavi. Whitefield era noto per criticare i proprietari di schiavi che trattavano crudelmente i loro schiavi e quelli che non li istruivano, ma non aveva alcuna intenzione di abolire la schiavitù. Fece pressioni per reintegrare la schiavitù in Georgia e divenne proprietario di schiavi egli stesso, Whitefield condivise una credenza comune tra gli evangelisti, che dopo la conversione agli schiavi sarebbe stata concessa vera uguaglianza in cielo.
Nonostante le sue posizioni di mantenimento della schiavitù, Whitefield divenne influente tra molti africani. Benjamin Franklin divenne un suo entusiasta sostenitore.  Franklin era un deista che raramente frequentava la chiesa, e non aderì alla teologia di Whitefield, ma lo ammirava perché esortava la gente ad adorare Dio attraverso le opere buone. Stampò sermoni di Whitefield sulla prima pagina del suo Gazette, dedicando 45 articoli alle attività di Whitefield. Franklin usò il potere della sua stampa per diffondere la fama di Whitefield, pubblicando tutti i suoi sermoni e riviste. Molte delle pubblicazioni di Franklin, nel periodo 1739-1741, contenevano informazioni sull'opera di Whitefield e contribuirono a promuovere il movimento evangelico in America. Franklin rimase un amico e sostenitore di Whitefield fino alla morte di questi nel 1770.

### Samuel Davies
Samuel Davies fu un pastore presbiteriano che successivamente divenne il quarto presidente della Princeton University. Fu noto per aver predicato agli schiavi africani, che convertì al cristianesimo in un insolitamente grande numero, ed è accreditato del primo proselitismo verso la libertà degli schiavi in Virginia. Nel 1757 Davies scrisse una lettera nella quale si riferiva allo zelo religioso di uno schiavo che aveva incontrato durante il suo viaggio. "Sono un povero schiavo, portato in un paese straniero, dove non mi aspetto di godere della mia libertà. Mentre vivevo nel mio paese, non sapevo nulla di quel Gesù di cui ho sentito tanto parlare. Ho vissuto abbastanza distratto su cosa sarà di me quando morirò, ma ora vedo una vita che non potrò mai avere, e vengo a te, Signore, che mi puoi dire alcune cose buone, riguardo a Gesù Cristo, e al mio dovere verso Dio, perché io sono risoluto a non vivere più come ho fatto fino ad ora".
Davies si abituò a sentire tale entusiasmo da molti neri che erano stati esposti al risveglio.
Egli credeva che i neri potessero raggiungere la conoscenza pari a quella dei bianchi se fosse data loro un'istruzione adeguata, e promosse l'importanza, per gli schiavisti, di consentire ai loro schiavi di diventare alfabetizzati in modo che potessero avere più familiarità con i precetti della Bibbia.

## Impatto sulle persone
Il nuovo stile dei sermoni e il modo in cui le persone praticavano la loro fede, diede nuova vita alla religione in America. I partecipanti acquisirono passione e vennero emotivamente coinvolti nella loro religione, invece di ascoltare passivamente il discorso intellettuale in maniera distaccata. I ministri che utilizzavano questo nuovo stile di predicazione erano generalmente chiamati "nuove luci", mentre i predicatori che erano rimasti senza emozioni erano denominati "vecchie luci". Le persone colpite dal risveglio cominciarono a studiare la Bibbia a casa. Questo efficace decentramento dei mezzi di informare il pubblico sulle questioni religiose, era simile alle tendenze individualistiche presenti in Europa durante la riforma protestante.
Il risveglio giocò un ruolo importante nella vita delle donne, visto che raramente erano autorizzate a predicare o ad assumere ruoli di leadership. Un profondo senso di entusiasmo religioso incoraggiò le donne, in particolare ad analizzare i loro sentimenti, a condividerli con le altre donne e a scrivere su di loro. Divennero più indipendenti nelle loro decisioni, come nella scelta del marito. Questa introspezione portò molte donne a tenere diari o a scrivere memorie. L'autobiografia di Hannah Heaton (1721-1794), una moglie contadina di North Haven, racconta delle sue esperienze nel grande risveglio, i suoi scontri con Satana, il suo sviluppo intellettuale e spirituale e la vita quotidiana nella fattoria.
Phillis Wheatley, prima poetessa nera della quale fu pubblicato uno scritto, si era convertita al cristianesimo quando era bambina, dopo essere stata portata in America. Le sue convinzioni erano palesi nelle sue opere; descrisse il viaggio, da una terra pagana al cristianesimo nelle colonie, in una poesia intitolata "On Being Brought from Africa to America." (Portata dall'Africa all'America). La Wheatley fu molto influenzata dal risveglio e soprattutto da George Whitefield, al quale dedicò una poesia, dopo la sua morte, nella quale lo descriveva come "imparziale salvatore". Sarah Osborn aggiunse un ulteriore livello al ruolo delle donne durante il risveglio. Lei era una maestra di scuola del Rhode Island, e i suoi scritti offrono uno scorcio affascinante dello sconvolgimento spirituale e culturale del periodo, tra cui un libro di memorie del 1743, vari diari e lettere, e la sua pubblicazione anonima The Nature, Certainty and Evidence of True Christianity (Natura, certezza e prove del vero cristianesimo)(1753).
L'emotività degli appelli di risveglio a molti africani e capi africani iniziarono ad emergere subito dopo che questi si erano convertiti in numero considerevole. Queste cifre aprirono la strada alla creazione delle prime congregazioni e chiese nere nelle colonie americane.
La nuova città di Uxbridge, nel Massachusetts, vide la nascita della nuova chiesa congregazionale, con relativo edificio di culto, nel periodo del grande risveglio (1730–60). Essa ebbe a capo il pastore Nathan Webb, nativo di Braintree, che rimase a Uxbridge per i successivi 41 anni. Il suo allievo Samuel Spring fu cappellano durante la guerra d'indipendenza e creò la Andover Newton Theological School e la Massachusetts Missionary Society.

## Scismi e conflitti
Le congregazioni calviniste vennero particolarmente colpite. Ad esempio, le chiese congregazionali del New England ebbero 98 scismi. Queste scissioni avvennero sia tra le "nuove luci" (quelle influenzate dal grande risveglio) che tra le "vecchie luci" (tradizionalisti). Si stima che nelle chiese del New England vi fosse una divisione pressoché paritaria tra "nuove luci", "vecchie luci" e coloro che ritenevano entrambe le posizioni valide.

### Connecticut
Nel Connecticut, la Saybrook Platform del 1708 segnò una contro-rivoluzione conservatrice contro la marea anticonformista che era iniziata con la Halfway Covenant e culminata nel grande risveglio degli anni 1740.
Il grande risveglio divise aspramente i congregazionalisti tra "nuove luci" o "arminiani", che accoglievano il risveglio, e "vecchie luci" o "calvinisti", che usavano l'autorità governativa per sopprimere il risveglio. Gli arminiani credevano che ogni persona potesse essere salvata sperimentando una conversione religiosa e uno dei risvegli, mentre i calvinisti dichiaravano che il destino di tutti era una questione della predestinazione e i risvegli erano una falsa religione. Il legislatore era controllato dalle "vecchie luci" che avevano approvato l'"Act for regulating abuses and correcting disorder in ecclesiastical affairs" ("Atto di regolazione degli abusi e correzione del disordine negli affari ecclesiastici") nel 1742, che i ministri delle principali chiese del risveglio avevano bruscamente limitato. Un'altra legge tendeva ad impedire l'apertura di seminari delle "nuove luci". Numerosi evangelici delle "nuove luci" vennero imprigionati o multati. Le "nuove luci" risposero con una loro organizzazione politica, combattendo città per città. Le questioni religiose diminuirono leggermente dopo il 1748, anche se la rivalità tra vecchie e nuove luci si trasferì su altre questioni, quali dispute su questioni valutarie e imperialismo. Tuttavia, le divisioni non giocarono alcun ruolo nella successiva guerra di secessione, sostenuta da entrambe le parti.

### Studi accademici
- Ahlstrom, Sydney E. A Religious History of the American People (1972)  (ISBN 0-385-11164-9)
- Bonomi, Patricia U. Under the Cope of Heaven: Religion, Society, and Politics in Colonial America Oxford University Press, 1988
- Bumsted, J. M. "What Must I Do to Be Saved?": The Great Awakening in Colonial America 1976, Thomson Publishing, ISBN 0-03-086651-0.
- Butler, Jon. Awash in a Sea of Faith: Christianizing the American People. 1990.
- Conforti, Joseph A.  Jonathan Edwards, Religious Tradition and American Culture University of North Carolina Press. 1995.
- Fisher, Linford D. The Indian Great Awakening: Religion and the Shaping of Native Cultures in Early America Oxford University Press, 2012.
- Gaustad, Edwin S. The Great Awakening in New England (1957)
- Gaustad, Edwin S. "The Theological Effects of the Great Awakening in New England," The Mississippi Valley Historical Review, Vol. 40, No. 4. (Mar., 1954), pp. 681–706. in JSTOR
- Goen, C. C. Revivalism and Separatism in New England, 1740–1800: Strict Congregationalists and Separate Baptists in the Great Awakening 1987, Wesleyan University Press, ISBN 0-8195-6133-9.
- Hatch, Nathan O. The Democratization of American Christianity 1989.
- Heimert, Alan. Religion and the American Mind: From the Great Awakening to the Revolution (1966)
- Isaac,  Rhys. The Transformation of Virginia, 1740–1790 1982, emphasis on Baptists
- Kidd, Thomas S. The Great Awakening: The Roots of Evangelical Christianity in Colonial America (2009) ISBN 0-300-15846-7.
- Kidd, Thomas S.  God of Liberty: A Religious History of the American Revolution (2010).
- Lambert, Frank. Pedlar in Divinity: George Whitefield and the Transatlantic Revivals; (1994)
- Lambert, Frank. "The First Great Awakening: Whose interpretive fiction?" The New England Quarterly, vol.68, no.4, pp. 650, 1995
- Lambert, Frank.  Inventing the "Great Awakening" (1998).
- McLoughlin, William G. Revivals, Awakenings, and Reform: An Essay on Religion and Social Change in America, 1607–1977 (1978).
- Schmidt, Leigh Eric. Holy Fairs: Scotland and the Making of American Revivalism  (2001)
- Schmotter, James W. "The Irony of Clerical Professionalism: New England's Congregational Ministers and the Great Awakening", American Quarterly, 31 (1979), a statistical study in JSTOR
- Smith, John Howard. The First Great Awakening: Redefining Religion in British America, 1725-1775 (2015) 345 pp.
- Smith, Lisa. The First Great Awakening in Colonial American Newspapers: A Shifting Story (2012)
- Stout, Harry. The Divine Dramatist: George Whitefield and the Rise of Modern Evangelicalism (1991)

### Storiografia
- Butler, Jon. "Enthusiasm Described and Decried: The Great Awakening as Interpretative Fiction." Journal of American History 69 (1982): 305–25. in JSTOR
- Goff, Philip. "Revivals and Revolution: Historiographic Turns since Alan Heimert's Religion and the American Mind." Church History 1998 67(4): 695–721. ISSN 0009-6407 (WC · ACNP) https://www.questia.com/googleScholar.qst?docId=97803587[collegamento interrotto]
- McLoughlin, William G. "Essay Review: the American Revolution as a Religious Revival: 'The Millennium in One Country.'" New England Quarterly 1967 40(1): 99–110. Jstor

### Fonti primarie
- Jonathan Edwards, (C. Goen, editor) The Great-Awakening: A Faithful Narrative Collected contemporary comments and letters; 1972, Yale University Press, ISBN 0-300-01437-6.
- Alan Heimert and Perry Miller ed.; The Great Awakening: Documents Illustrating the Crisis and Its Consequences 1967
- Davies, Samuel. Sermons on Important Subjects. Edited by Albert Barnes. 3 vols. 1845.  reprint 1967
- Gillies, John. Memoirs of Rev. George Whitefield. New Haven, CN: Whitmore and Buckingham, and H. Mansfield, 1834.
- Jarratt, Devereux. The Life of the Reverend Devereux Jarratt. Religion in America, ed. Edwin S. Gaustad. New York, Arno, 1969.
- Whitefield, George. George Whitefield's Journals. Edited by Iain Murray. London: Banner of Truth Trust, 1960.
- Whitefield, George.  Letters of George Whitefield. Edited by S. M. Houghton. Edinburgh, UK: Banner of Truth Trust, 1976.